# Benjamin Loyauté
Benjamin Loyauté, né en 1979 en Normandie, est un artiste français plasticien, vidéaste et historien du design.

## Biographie

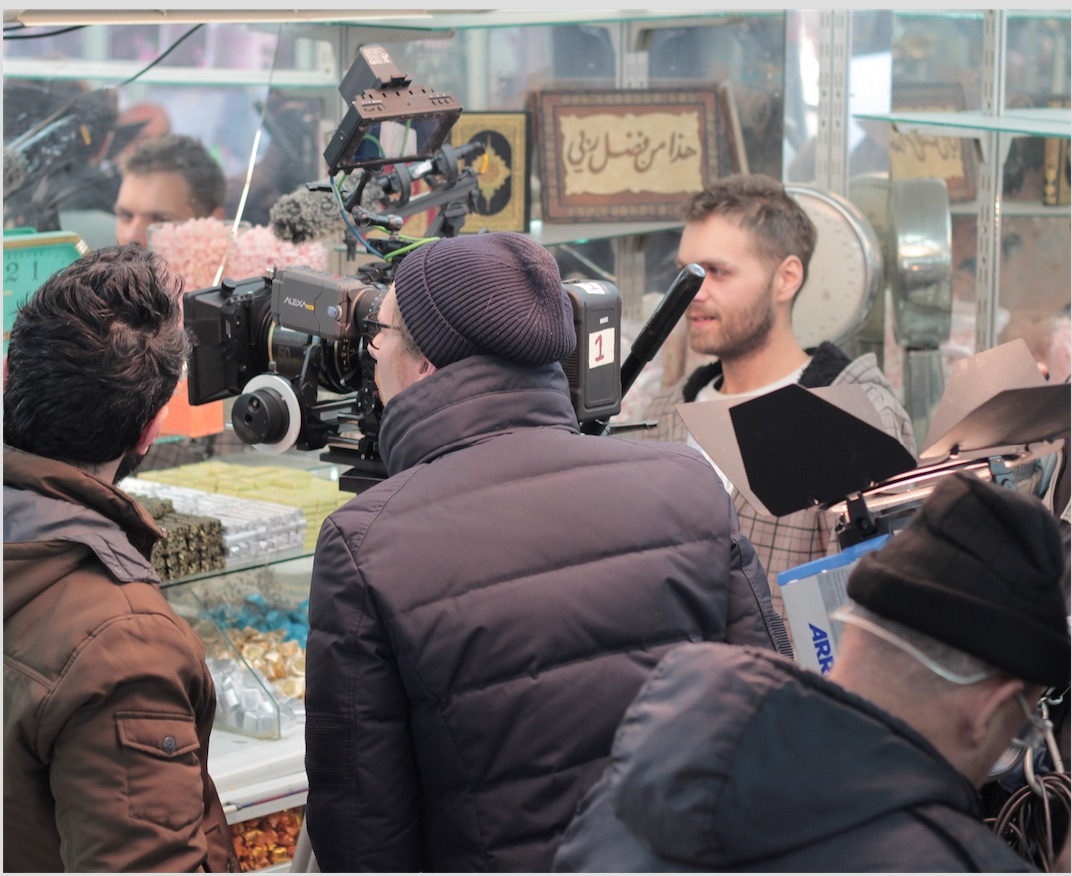
Benjamin Loyauté et son équipe lors d'un tournage, Liban 2016.

Loyauté passe son enfance en Normandie avec sa sœur jumelle. En 2001, il devient jeune journaliste rédacteur puis reporter en obtenant sa carte de presse auprès de la Commission de la carte d'identité des journalistes professionnels. La même année, l'exposition Moi, Zénobie reine de Palmyre se tient à Paris. À cette occasion, il est invité à se rendre en Syrie. Il raconte plus tard qu'il a eu un syndrome de Stendhal à Palmyre. À la même période, il rencontre l'anthropologue Claude Lévi-Strauss à Paris et l'artiste Paul McCarthy à la Villa Arson à Nice,.

### Expérience curatoriale
En 2007, il assiste le commissaire général de l'exposition Design contre Design au Grand Palais à Paris. En 2010, il imagine l'exposition Prediction sur 2500 m2 réalisant à cette occasion sa première installation artistique en collaboration avec l'activiste et artiste Jackie Sumell (en) sur la notion de « Confort ». Il y dévoile une correspondance sur l'immatériel avec le prisonnier Herman Wallace.
En 2011, il devient l'un des commissaires internationaux nommés par l'université Tsinghua avec Dunne & Raby pour la première Beijing International Design Triennial. Il est le premier commissaire d'exposition français à investir le Musée national de Chine[réf. nécessaire]. En 2013, il crée Nighttime Dreamreal pour le musée Power Station of Art de Shanghai,.
En 2015, il est nommé commissaire général et directeur artistique de la Biennale internationale du design de Saint-Étienne,. Il considère et déclare que son exposition Hypervital marque un tournant dans sa pratique et qu'elle sera sa dernière exposition de design,. Il a également été professeur invité à la Head à Genève et à l'Ensci à Paris. Il a fait partie du jury de Design Basel Miami.

## Expositions et interventions
En 2015, le Musée d'Art Moderne et Contemporain de Saint Étienne expose son travail sémantique et le Palazzo Delle Stelline de Milan accueille sa première installation monographique Le bruit des Bonbons.
Reconnu pour avoir produit, entre 2015 et 2019, une œuvre rédigée comme un roman, l'artiste raconte « l'histoire d'un monde à l'envers » en dix chapitres. Il évoque dans l'ouvrage What Have you Found out so far ? consacré à son travail, que l'histoire est dédiée à une femme (chapitre IX). L'intrigue tourne autour d'un objet archéologique mystérieux et d'une confiserie. Une petite fille syrienne, Loulou, s'impose lors du dernier chapitre, comme l'héroïne de cette œuvre-fable.
En 2016, Loyauté investi le Casino Luxembourg - Forum d'art contemporain. Il est choisi pour réaliser le Pavillon français de la première Biennale de Londres,. À cette occasion, il imagine l'installation Hétérotopia à la Somerset House et y diffuse le film The Astounding Eyes of Syria,.
L'artiste introduit dans le monde réel une sculpture fictive consommable à la forme d'une idole aux yeux, archéologie énigmatique découverte en 1937 après une fouille dans l'ancienne ville syrienne de Tell Brak par Max Mallowan. Pour modeler cette archéologie consommable, Loyauté s'appuie sur le contemporain et l'antiquité, fusionnant leur espace-temps en une amulette. Elle a la texture du Qabaqib ghawar, un bonbon de rue en forme de sabot. L’artiste voit dans cette confiserie de rue un objet-valise et un objet-lien abritant un héritage et des souvenirs à la fois collectifs et individuels.
Le journal The Guardian lui consacre un article. Vending Hope est un distributeur automatique flanqué d'une armure monolithe. L'installation invite tous les visiteurs à acquérir un sachet de sculpture Louloupti, First world Heritage Candy. L'artiste met en lumière les modes de consommations passives et formule une critique sur la nature même de la charité occidentale selon Metropolis. Symbole du patrimoine syrien en péril, l'installation interpelle sur la protection des héritages et rappelle l'existence de la red list de l'ICOM. Des milliers de sachets de ces sculptures en meringue sont vendus et le produit de la vente de cette performance est reversé à une association de protection de l'enfance à la frontière syrienne. Quelques mois plus tard, le film The Astounding Eyes of Syria est présenté au MoMA et au Mudam.
Après un tweet de Donald John Trump, Jr[Qui ?]en 2016 qui compare les réfugiés syriens à des skittles, l'artiste dit avoir reçu de nombreux messages via les réseaux sociaux lui demandant de réagir. En 2017, il y répond avec l'installation Sorry for You Too. Untitled on Title est une sculpture composée d'un bureau néo-Louis XV sur lequel est disposé un tas de Louloupti. Au mur, une invitation destinée à Donald John Trump, Jr[Qui ?] et à sa famille est encadrée. À la suite de ces installations, son travail est publié en 2018 dans la revue américaine universitaire Future Anterior (en) éditée par University of Minnesota Press. Pour Véronique Dassié, anthropologue et sociologue au Cnrs : « L'artiste se place à la frontière de ce que James C. Scott appelle l'infrapolitique ».
La même année, à la veille d'un sommet européen à Bruxelles sur la justice migratoire, il devient vendeur ambulant de ces sculptures imaginaires dans l'espace public, les offrant parfois aux passants et acteurs du Parlement en leur contant l'histoire et la valeur inestimable des « objets de rien ». L'action filmée The Candy Heap Sale a eu lieu sur la place de la Bourse de Bruxelles et devant le Parlement européen.
Avec la performance Hope You Can Catch this show, il distribue aux habitants de quartiers populaires de Bruxelles 50 cartons d'invitations dorées à la feuille d'or spécialement imaginées pour le vernissage d'une exposition. En créant cette invitation parallèle à celle du musée, il répond aux principes des expositions dites pour tous et dont les vernissages sont en réalité trop souvent réservés à quelques-uns.[réf. souhaitée]
En 2018, il crée l'installation The Candygraphy - Unlimited  à Kanal - Centre Pompidou et réalise in situ le film Dreamers. La même année, il crée L'expérience de l'ordinaire au Palais de la Porte-Dorée. L'ouverture a lieu lors de la Nuit Blanche.
En 2019, il est invité par la Fondation Boghossian et le Polo Museum regionale Art moderna e contemporanea di Palermo à réaliser une installation éphémère à Sélinonte dans le plus grand parc archéologique d'Europe. La même année il intervient au centre du roi Abdelaziz pour la connaissance et la culture et à la MEP à Paris.

## Démarche
Depuis ses débuts, il est influencé par les fables et les Koan. Ses recherches autour des actes de langage interrogent la magie et la valeur des choses ordinaires. Il explore la notion de biens communs et les formes d'appropriation des  facultés de perception. Il s'intéresse aux héritages naturels, culturels et immatériels des communautés. Il pratique l'infra-politique, selon la sociologue Véronique Dassié, chercheur au Cnrs et au Laboratoire d'anthropologie et d'histoire de l'institution de la culture.

## Œuvres connues, installations et filmographie
- 2015 : Untitled (Before Tomorrow)
- 2016 : 
  - The Astounding Eyes of Syria Film HD, 1,85:1, couleur, son surround, bande son Anouar Brahem, Adnan joubran.
  - To Whom it May Concern
- 2016- 2017 : Sorry for You Too
- 2017 : 
  - The Candy Heap Sale, Film HD, 1.77, couleur, stéréo 3’20"
  - Les Totems Hubbub (Flow or Conviction)
- 2018 : 
  - WeArtChange (Unity in Diversity)
  - You My Other Self
  - La Machine à dispersion (Artificiose Machine)[28]
  - Dreamers, Film HD, couleur, stéréo, 1.77
  - Les Chaussures à l’envers ou Air Loulou 1s ( Raghad)
- 2018-2019 : Objet pour bénéfice, edition of 20
- 2019 : 
  - Estimate on Request 
  - Sans Titre (Les Haricots Magiques)

## Publications & monographies
- Benjamin Loyauté, 544 pages + 16 pages - 14 x 20,5 cm. Conversation & texts by Cathérine Hug, Emmanuelle Prak-Derrington. Langue: français/anglais, septembre 2022   (ISBN 978-2-37372-158-4)
- Benjamin Loyauté , What have you found out so far ?  96 pages - 12 x 16,5 cm Texts by Alicia Knock, Gemma Daou. Langue : français/anglais, septembre 2019  (ISBN 9782373720808)

- Benjamin Loyauté,Heterotopia, Affordance & New Pragmatism, 112 pages - 15 × 21 cm. Textes Véronique Dassié, Benjamin Loyauté, Géraldine Sfez, langue : français  avril 2017 (ISBN 978-2-37372-034-1)
- Benjamin Loyauté - Le bruit des bonbons - The Astounding Eyes of Syria, 400 pages - 17 x 24 cm. Textes Barbara Casavecchia, Sophie Cluzan, France Desmarais, Clarisse Gorokhoff, Véronique Grandpierre, Florence Ostende, langage : french/english/arabic, juin 2016   (ISBN 978-2-37372-015-0)
- Benjamin Loyauté, Heterotopia, Affordance & New Pragmatism, 112 pages - 15 × 21 cm. Textes Véronique Dassié, Géraldine Sfez, Benjamin Loyauté. Langue : Anglais, avril 2017 (ISBN 978-2-37372-032-7)
- Benjamin Loyauté, Hypervital, Aesthetic consciousness? texte in Les Sens du Beau, 344 pages. Collectif sous la direction de Benjamin Loyauté, langue : version Française & version anglaise, mars 2015  (ISBN 2912808618)
- Benjamin Loyauté, Prédiction - AfterDesign in Catalogue de la Biennale du Design de Saint-Etienne (20 novembre - 5 décembre 2010). Coll. langue : version Française & version anglaise. Novembre 2010 (ISBN 9782912808400)
- Benjamin Loyauté, Reason Design Emotion in Ren:Good Design Tsinghua University -National Museum of China, septembre 2011  (ISBN 978-7-112-13562-2)